# Клитория атлантическая
Клитория атлантическая (лат. Clitoria mariana) — многолетнее травянистое цветковое растение, вид рода Клитория (Clitoria) семейства Бобовые (Fabaceae).

## Ареал
Произрастает в США (штаты Теннесси, Канзас, Виргиния, Индиана, Миссисипи, Арканзас, Нью-Джерси, Южная Дакота, Луизиана, Висконсин, Джорджия, Нью-Йорк, Айова, Делавэр, Северная Каролина, Флорида, Кентукки, Техас, Мэриленд, Алабама, Мэн, Оклахома, округ Колумбия, Иллинойс, Западная Виргиния, Небраска), Индии (Ассам), Камбодже, южно-центральном и юго-восточном Китае, Мьянме, Восточных Гималаях, Таиланде, Вьетнаме, а также на северо-западе и северо-востоке Мексики.

## Ботаническое описание
Травянистое растение высотой 45—60 см. Стебли лиановидные, редковорсистые.
Листья перисто-трехлистные; прилистники яйцевидно-ланцетные или яйцевидно-треугольные, 5—13 мм длиной; черешок 2,8—11,5 см; прилистники линейные или линейно-ланцетные, 3—7 мм в длину; черешочки короткие, 1—2 мм в длину; листочки от эллиптических до яйцевидно-эллиптических, 2,5—11 × 1,5—5 см, тонко-бумажные, абаксиально редковорсинчатые или иногда голые, адаксиально голые, боковые жилки 7-11 пар, абаксиально явно выпуклые, основание округлое, вершина тупая или острая, редко заостренная.
Цветонос с 4—5 и более прицветниками у основания; прицветники от яйцевидных до яйцевидно-ланцетных, длиной 2—4 мм.
Цветки пазушные, обычно одиночные, 2,5—5 см длиной; прицветники похожи на прицветники, но крупнее, 4—8 мм. Чашечка крупная, трубчатая, перепончатая, обычно голая, 5-лопастная; доли от ланцетных до яйцевидно-ланцетных, ок. 1/4 длины равна длине трубки, вершина заостренная. Венчик мотылькового типа светло-голубой или лиловый, 2,5-5 см высотой; стандартная широкоэллиптическая или почти обратнояйцевидная форма с заостренным основанием; крылья и кили одинаковые и почти равные, значительно короче стандартных. Завязь и стиль ворсинчатые.
Боб линейно-продолговатый, 2,5—10 × 0,5—0,8 см, на вершине клювовидный, оба вентральных и дорсальных шва с ребрышками. Семена от 2 до многих, тёмно-коричневые, почти цилиндрические или почковидные.
Цветение май-сентябрь, плодоношение — сентябрь-январь.